# Psychosaura
Psychosaura is een geslacht van hagedissen uit de familie skinken (Scincidae).

## Naam en indeling
De wetenschappelijke naam van de groep werd voor het eerst voorgesteld door Stephen Blair Hedges en Caitlin E. Conn in 2012. Er zijn twee soorten die lange tijd tot het geslacht Mabuya behoorden. In de literatuur worden hierdoor vaak de verouderde wetenschappelijke namen worden gebruikt. 
De wetenschappelijke geslachtsnaam Psychosaura betekent vrij vertaald 'slimme hagedissen'; psyche = denkend en sauros = hagedis. De naam slaat op het relatief grote hoofd en de snelle, lenige manier van bewegen. 

## Levenswijze
De vrouwtjes zijn eierlevendbarend; ze zetten geen eieren af maar de jongen komen volledig ontwikkeld ter wereld. 

## Verspreiding en habitat
Beide soorten komen voor in delen van Zuid-Amerika en leven endemisch in Brazilië.

## Soorten
Het geslacht omvat de volgende soorten, met de auteur en het verspreidingsgebied.
| Naam                     | Auteur          | Verspreidingsgebied                                                                               |
| ------------------------ | --------------- | ------------------------------------------------------------------------------------------------- |
| Psychosaura agmosticha   | Rodrigues, 2000 | Brazilië (Alagoas, Paraíba, Ceará)                                                                |
| Psychosaura macrorhyncha | Hoge, 1946      | Brazilië (Rio de Janeiro, Pernambuco, Espírito Santo, Bahia, Alagoas, Paraíba, São Paulo, Sergipe |